# Kroszewo
Kroszewo – wieś w Polsce położona w województwie podlaskim, w powiecie augustowskim, w gminie Bargłów Kościelny.
Do 1954 roku miejscowość była siedzibą gminy Pruska. W latach 1975–1998 miejscowość administracyjnie należała do województwa suwalskiego.